# 가창면
가창면(嘉昌面)은 대한민국 대구광역시 달성군에 있는 면이다. 달서구, 남구, 수성구, 청도군, 경산시와는 산지를 통해 경계를 이루고 있다. 대구광역시 수성구 파동 최남단의 가창교를 경계로 도로가 연결되어 있어서, 대부분 달서구 생활권인 달성군의 다른 읍·면들과 달리 유일하게 수성구 생활권에 속한 지역이다. 전화 국번 및 우편, 학군, 케이블방송 관할구역이 모두 수성구권으로 지정되어 있으나, 등기업무만은 대구지방법원 등기국이 아닌 대구지방법원 서부지원 등기과로 가야 한다. 이 때문에 가창면에서 다른 읍·면이나 달성군청으로 가기 위해서는 대구 시내를 거치거나 경상북도 청도군 - 경상남도 창녕군을 거쳐야 한다. 주변에 산들이 많아 힐크레스트(구 허브힐즈)와 스파밸리 등의 휴양 시설들이 있으며, 2003년 스파밸리 개장 이후 스파밸리에 시내버스 종점이 설치된 이후 교통 여건이 많이 좋아졌다. 2007년과 2011년에 두 차례 방한한 주식 투자의 귀재인 워런 버핏이 투자한 대구텍이 있는 곳이다.

## 역사
- 1895년 6월 23일(음력 윤5월 1일) 대구부 대구군 상수서면, 하수남면, 상수남면[3]
- 1896년 8월 4일 경상북도 대구군 상수서면, 하수남면, 상수남면[4]
- 1910년 10월 1일 경상북도 대구부 상수서면, 하수남면, 상수남면[5]
- 1914년 4월 1일 경상북도 달성군 가창면[6]
- 1958년 1월 1일 가창면 일원을 경상북도 대구시에 편입하였다.[7]
- 1963년 1월 1일 경상북도 달성군 가창면으로 환원되었다. (파동은 제외)[8]
- 1995년 3월 1일 대구광역시 달성군 가창면

## 행정 구역
용계리(龍溪), 오리(梧), 정대리(亭垈), 냉천리(冷泉), 행정리(杏亭), 상원리(上院), 단산리(丹山), 대일리(大逸), 주리(蛛), 옥분리(玉盆), 삼산리(三山), 우록리(友鹿)

## 주요 시설

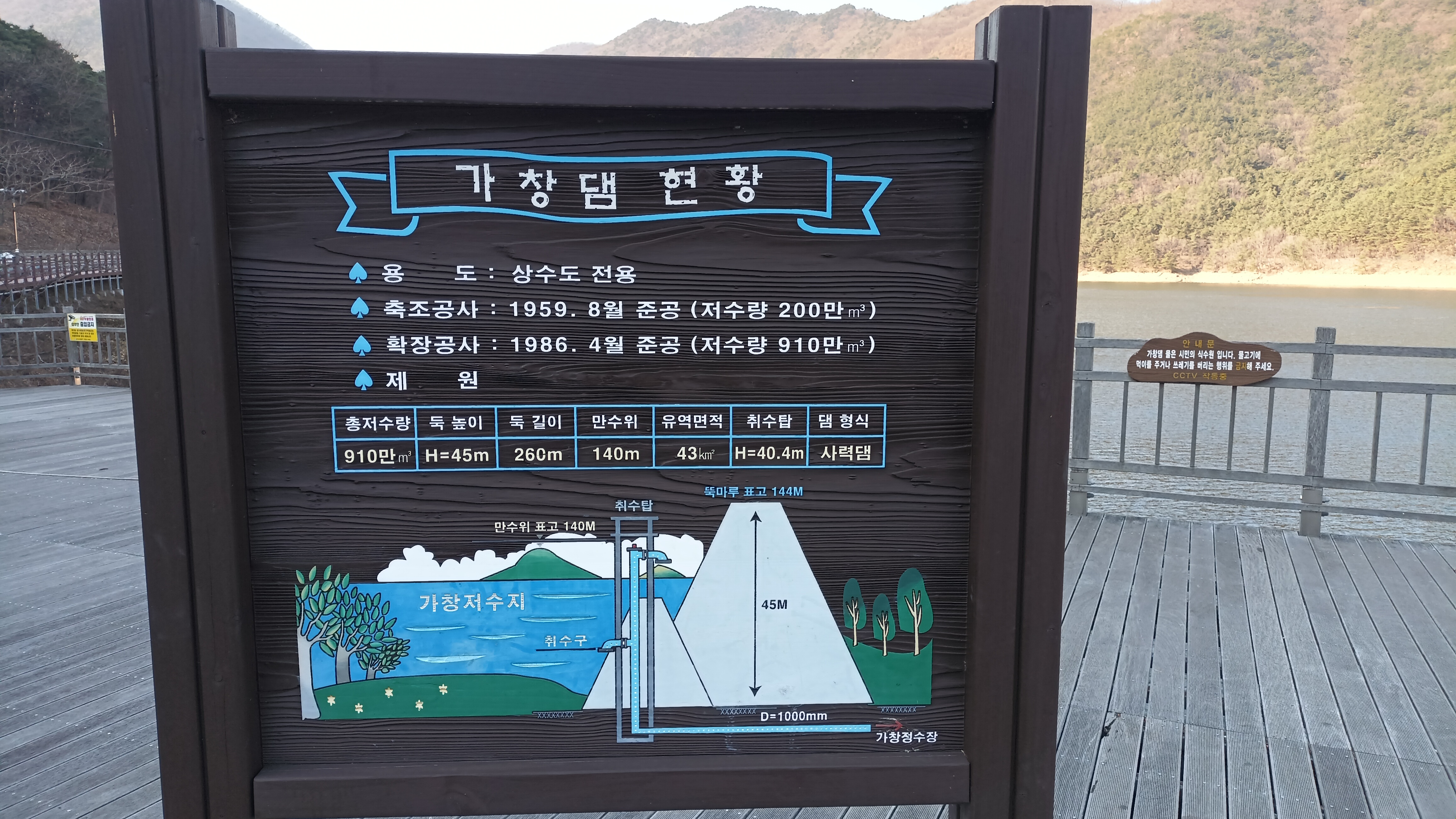
대구광역시 달성군 가창면의 가창댐과 가창호

### 행정기관
- 가창면사무소
- 달성경찰서 가창파출소
- 가창우체국
- 수성소방서 가창119지역대
- 가창예비군면대

### 금융기관
- 가창농협
- 새마을금고 가창지점

## 교육 기관
- 대구용계초등학교 (용계리)
- 가창초등학교 (대일리)
  - 우록분교 (폐교) - 가창로57길 46 (삼산리)
- 가창중학교 (냉천리)

## 아파트
| 단지명       | 건설사         | 시행사       | 주소           | 주소   | 입주       | 비고     |
| ------------ | -------------- | ------------ | -------------- | ------ | ---------- | -------- |
| 용계주공     | 국태종합건설㈜ | 대한주택공사 | 가창로216길 25 | 용계리 | 2005년 4월 | 국민임대 |
| 국태모닝포유 | 국태종합건설㈜ | ㈜지티씨엔디 | 가창로216길 55 | 용계리 | 2005년 3월 |          |